# آنونا ارغوانی
آنونا ارغوانی (نام علمی: Annona purpurea) نام یک گونه از سرده آنونا است.